# Герб Судогды
Герб муниципального образования Судогда Владимирской области Российской Федерации.
Исторический герб Судогды 1781 года является официальным гербом городского поселения Судогды, согласно Решению Совета народных депутатов г. Судогда (городское поселение) от 30 марта 2006 г. № 32/5 и Уставу муниципального образования «Город Судогда».
Герб подлежит внесению в Государственный геральдический регистр Российской Федерации.

## Описание герба
"В верхней половине герба муниципального образования «г. Судогда (городское поселение) изображены элементы герба Владимирской области : золотой львиный леопард в железной, украшенной золотом и цветными камнями короне, держащий в правой лапе длинный серебряный крест в червлёном поле .
Изображение львиного леопарда символизирует принадлежность г. Судогда (городского поселения) к Владимирской области.

В нижней части герба на зелёном поле изображено четверо граблей, символизирующие город сельскохозяйственной направленности».— Приложение № 3 к Уставу муниципального образования г. Судогда (городское поселение) Владимирской области»

## История герба
16 августа 1781 года императрицей Екатериной II вместе с другими гербами городов Владимирского наместничества был Высочайше утверждён герб города Судогда (ПСЗРИ, 1781, Закон № 15205).
Подлинное описание герба уездного города Судогды гласило: 

«На зелёном поле четверо положенных параллельно грабли, в знак изобилия сенокосом».
В верхней части герба Судогды размещался герб Владимирский.
В советское время исторический герб Судогды не использовался.
30 марта 2006 года исторический герб Судогды 1781 года был утверждён в качестве официального символа городского округа г. Судогда.